# Ніколай Йоргенсен
Ніколай Йо́ргенсен (дан. Nicolai Jørgensen; нар. 15 січня 1991, Боллеруп) — данський футболіст, нападник, в минулому гравець національної збірної Данії.

## Клубна кар'єра
Народився 15 січня 1991 року в місті Фредерісія. Вихованець юнацьких команд футбольних клубів «Брондбю» та «Академіск».
У дорослому футболі дебютував 2009 року виступами за команду клубу «Академіск», в якій провів два сезони, взявши участь у 32 матчах чемпіонату.
Своєю грою за цю команду привернув увагу представників тренерського штабу німецького клубу «Баєр 04», до складу якого приєднався в червні 2010 року. Проте закріпитись у складі «фармацевтів» Йоргенсен не зумів і був відданий в оренду спочатку в «Кайзерслаутерн», а потім в «Копенгаген».
Після завершення оренди «Копенгаген» повністю викупив контракт гравця. Загалом відіграв за команду з Копенгагена 100 матчів у національному чемпіонаті.
Влітку 2016 року за 3,5 мільйона євро перейшов до нідерландського «Феєнорда», з яким уклав п'ятирічний контракт. У своєму першому сезоні став справжнім відкриттям у нідерландській першості — у її 32 матчах відзначився 21 забитим голом, відразу виборовши титул найкращого бомбардира. В сезоні 2017/18 його результативність істотно зменшилася, проте він залишився важливою фігурою в атаці «Феєнорда», додавши до свого активу ще десять голів у чемпіонаті Нідерландів.
| Дата       | Місто              | Господарі          | Результат | Гості       | Турнір             | Голи | Примітки |
| ---------- | ------------------ | ------------------ | --------- | ----------- | ------------------ | ---- | -------- |
| 11-11-2011 | Копенгаген         | Данія              | 2 – 0     | Швеція      | товариський матч   | -    | 71'      |
| 15-11-2011 | Есб'єрг            | Данія              | 2 – 1     | Фінляндія   | товариський матч   | -    | 58'      |
| 8-9-2012   | Копенгаген         | Данія              | 0 – 0     | Чехія       | Відбір до ЧС 2014  | -    | 71'      |
| 26-1-2013  | Тусон (Аризона)    | Канада             | 0 – 4     | Данія       | товариський матч   | -    |          |
| 31-1-2013  | Глендейл           | Мексика            | 1 – 1     | Данія       | товариський матч   | -    | 73'      |
| 6-2-2013   | Скоп'є             | Північна Македонія | 3 – 0     | Данія       | товариський матч   | -    | 58'      |
| 22-3-2013  | Оломоуць           | Чехія              | 0 – 3     | Данія       | Відбір до ЧС 2014  | -    | 18' 66'  |
| 26-3-2013  | Копенгаген         | Данія              | 1 – 1     | Болгарія    | Відбір до ЧС 2014  | -    | 54' 71'  |
| 15-11-2013 | Гернінг            | Данія              | 2 – 1     | Норвегія    | товариський матч   | -    | 41'      |
| 29-3-2015  | Сент-Етьєн         | Франція            | 2 – 0     | Данія       | товариський матч   | -    | 57'      |
| 4-9-2015   | Копенгаген         | Данія              | 0 – 0     | Албанія     | Відбір до ЧЄ 2016  | -    |          |
| 7-9-2015   | Єреван             | Вірменія           | 0 – 0     | Данія       | Відбір до ЧЄ 2016  | -    | 63' 64'  |
| 8-10-2015  | Брага (Португалія) | Португалія         | 1 – 0     | Данія       | Відбір до ЧЄ 2016  | -    | 69'      |
| 11-10-2015 | Копенгаген         | Данія              | 1 – 2     | Франція     | товариський матч   | -    | 56'      |
| 14-11-2015 | Стокгольм          | Швеція             | 2 – 1     | Данія       | Відбір до ЧЄ 2016  | 1    | 54'      |
| 17-11-2015 | Копенгаген         | Данія              | 2 – 2     | Швеція      | Відбір до ЧЄ 2016  | -    |          |
| 24-3-2016  | Гернінг            | Данія              | 2 – 1     | Ісландія    | товариський матч   | 2    | 62'      |
| 29-3-2016  | Глазго             | Шотландія          | 1 – 0     | Данія       | товариський матч   | -    |          |
| 31-8-2016  | Хорсенс            | Данія              | 5 – 0     | Ліхтенштейн | товариський матч   | 2    | 76'      |
| 4-9-2016   | Копенгаген         | Данія              | 1 – 0     | Вірменія    | Відбір до ЧС 2018  | -    |          |
| 8-10-2016  | Варшава            | Польща             | 3 – 2     | Данія       | Відбір до ЧС 2018  | -    |          |
| 11-10-2016 | Копенгаген         | Данія              | 0 – 1     | Чорногорія  | Відбір до ЧС 2018  | -    |          |
| 11-11-2016 | Копенгаген         | Данія              | 4 – 1     | Казахстан   | Відбір до ЧС 2018  | -    | 80'      |
| 15-11-2016 | Млада-Болеслав     | Чехія              | 1 – 1     | Данія       | товариський матч   | 1    | 20' 46'  |
| 6-6-2017   | Брондбю            | Данія              | 1 – 1     | Німеччина   | товариський матч   | -    | 76'      |
| 10-6-2017  | Астана             | Казахстан          | 1 – 3     | Данія       | Відбір до ЧС 2018  | 1    |          |
| 1-9-2017   | Копенгаген         | Данія              | 4 – 0     | Польща      | Відбір до ЧС 2018  | 1    | 82'      |
| 4-9-2017   | Єреван             | Вірменія           | 1 – 4     | Данія       | Відбір до ЧС 2018  | -    |          |
| 11-11-2017 | Копенгаген         | Данія              | 0 – 0     | Ірландія    | Відбір до ЧС 2018  | -    |          |
| 14-11-2017 | Дублін             | Ірландія           | 1 – 5     | Данія       | Відбір до ЧС 2018  | -    | 84'      |
| 22-3-2018  | Брондбю            | Данія              | 1 – 0     | Панама      | товариський матч   | -    |          |
| 2-6-2018   | Стокгольм          | Швеція             | 0 – 0     | Данія       | товариський матч   | -    | 64'      |
| 9-6-2018   | Брондбю            | Данія              | 2 – 0     | Мексика     | товариський матч   | -    | 46'      |
| 16-6-2018  | Саранськ           | Перу               | 0 – 1     | Данія       | ЧС 2018 - 1-й етап | -    |          |
| 21-6-2018  | Самара             | Данія              | 1 – 1     | Австралія   | ЧС 2018 - 1-й етап | -    | 68'      |
| Усього     |                    | Матчів             | 35        |             | Голів              | 8    |          |

## Титули
- Чемпіон Данії (2):

«Копенгаген»: 2015-16, 2021-22
- Володар Кубка Данії (1):

«Копенгаген»: 2015-16
- Чемпіон Нідерландів (1):

«Феєнорд»: 2016-17
- Володар Суперкубка Нідерландів (1):

«Феєнорд»: 2017
- Володар Кубка Нідерландів (1):

«Феєнорд»: 2017-18
- Найкращий бомбардир Ередивізі (1): 2016-17